# Tortose (Espagne)
Ne doit pas être confondu avec Tartessos ni avec la ville syrienne de Tartous
Tortose (en catalan : Tortosa ; en espagnol : Tortosa ; en latin : Dertusa) est une ville dans le nord-est de l'Espagne, en Catalogne. Elle est la capitale de la comarque de Baix Ebre dans la province de Tarragone.

## Géographie
Tortose est située sur l'Èbre à 12 mètres au-dessus du niveau de la mer. La commune comptait 35 000 habitants en 2009 et plus de 100 nationalités différentes. Les travaux agricoles emploient une main-d'œuvre venue « du monde entier ».
Le gentilé (en catalan) est Tortosí, tortosina.

## Démographie
| 1991   | 1996   | 2001   | 2004   | 2008   | 2010   |
| ------ | ------ | ------ | ------ | ------ | ------ |
| 29 452 | 30 088 | 28 933 | 31 979 | 35 734 | 34 473 |

## Histoire
Tortose était peut-être la Hibera, capitale du territoire ibérique de la Ilercavonia. À l'époque romaine, elle s'est appelée Dertosa.
En 804, 808 et 809, Tortose fut attaquée par les Francs de Louis le Pieux et les Goths commandés par Berà I, comte de Barcelone.
Entre 1035 et 1148, elle s'appelait Turtuxa, centre d'une taifa musulmane. Elle fut reconquise sur les Maures par le comte Raimond-Bérenger IV de Barcelone en 1148.
La tradition dit que face à une attaque-surprise des Maures, les hommes étant partis guerroyer, ce sont uniquement les femmes de Tortose, armées de simples haches, qui ont défendu la ville. C'est ainsi que fut créé l'ordre de la Hache : en souvenir de leur prouesse, et selon une coutume maintenue jusqu’au XVe siècle, ces guerrières et leurs descendantes ont reçu le droit de porter un vêtement à capuchon brodé d’une hache rouge (destral de Tortosa).
En 1648, durant la guerre des faucheurs, le général de Schomberg prend la ville le 13 juillet.
En 1708, durant la guerre de Succession d'Espagne, les troupes françaises mettent le siège devant la ville.
En décembre 1810 à nouveau, durant la campagne d'Aragon et de Catalogne, les Français assiègent la ville qui capitule en janvier 1811.
Au XIXe siècle, Tortose se transforme en un important centre carliste, bien que placé sous la domination des troupes libérales.
L'essor commencé pendant les premières décennies du XXe siècle est brisé lors de la guerre d'Espagne par les bombardements, qui ont pratiquement détruit la cité. La reconstruction est lente et difficile. Tortose entre à nouveau dans une période de décadence qu’aggrave l'indépendance des villages du delta de l'Èbre.
Au sein de la région de Tarragone, Tortose fait figure de ville oubliée ; elle n'a jamais réussi à obtenir le statut officiel de « province » en Catalogne, comme Tarragone l'a obtenu ; on appelle la région de Tortose la quinta província, ce que l'on pourrait traduire par « la cinquième roue du carrosse ».
Cependant, depuis quelques années, l’image de la ville a évolué. Après les rénovations du quartier de la cathédrale (visible désormais du fleuve), après la piétonisation de nombreuses ruelles et places, après les ravalements des bâtiments modernistes catalans, c'est au tour de la place de la mairie de se voir rafraichir et embellir. De nouveaux bars et restaurants ont fait leur apparition. Tortose s’affirme comme une étape chargée d'histoire à 25 km des plages et des montagnes.

## Monuments

### Château de Sant Joan ou de la Zuda
Le château de Sant Joan ou de la Zuda est une forteresse érigée sous Abd al-Rahman III, puis réaménagée après la reconquête de la ville, qu'il domine de sa silhouette.

### Cathédrale de Santa Maria
La cathédrale de Santa Maria a été commencée en l'an 1347, quand l'évêque Arnau de Llordat posa solennellement la première pierre au milieu de l'abside le 21 mai 1347 ; en 1597, l'évêque morellan Gaspar de Punter consacra la cathédrale gothique. On estime que sa construction — telle que nous la connaissons aujourd'hui — a duré 412 ans.

### Collèges royaux
Fondés par Charles V pour l'éducation des Maures, ils sont l'un des meilleurs exemples de l'architecture civile Renaissance en Catalogne.

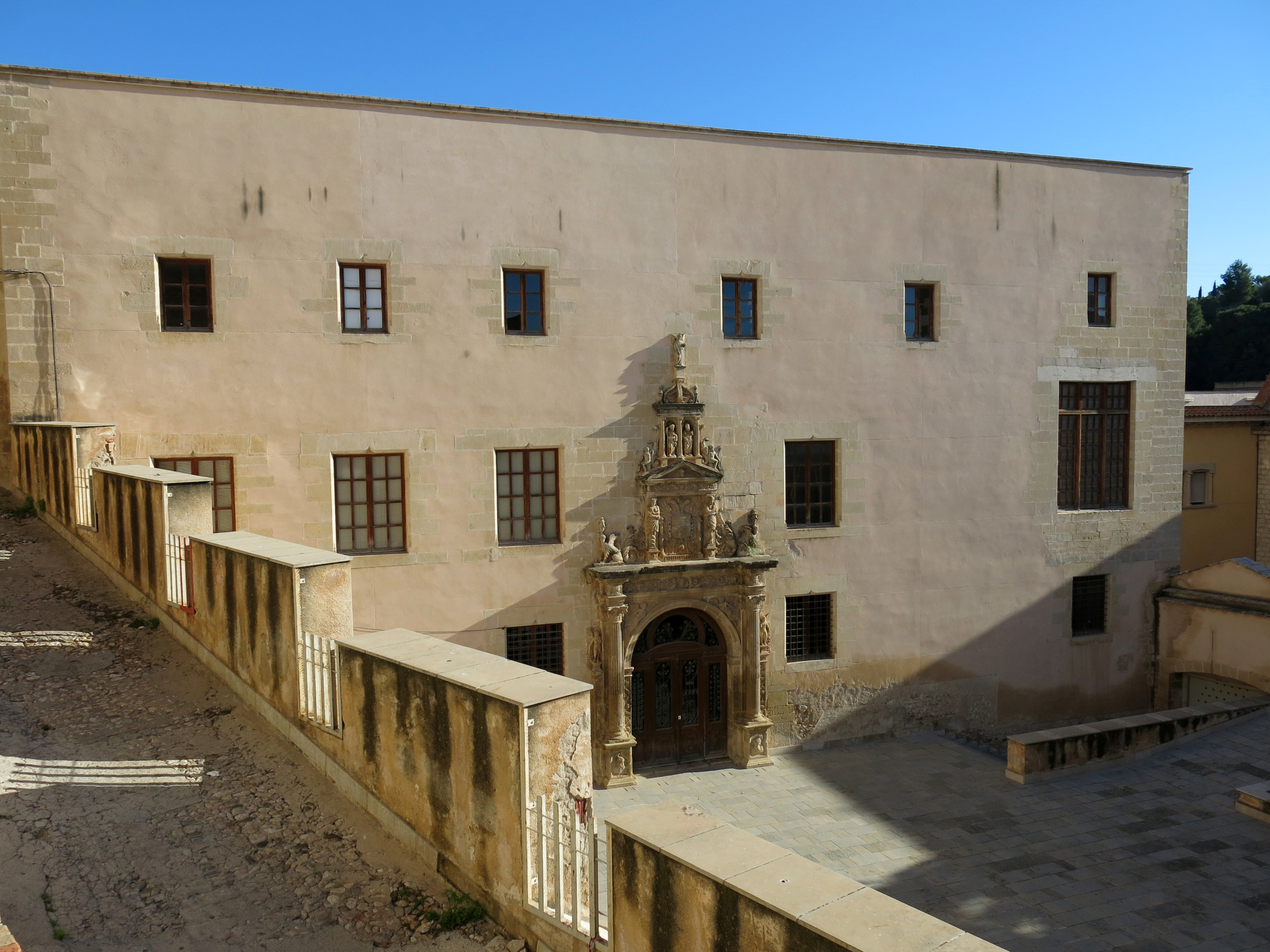
À l'extérieur du Collège de Saint-Jacques et Saint-Matthias.

- Collège de Saint-Jacques et Saint-Matthias. Il présente une façade assez simple, dans laquelle le portail d'accès se singularise par un traitement monumental prononcé. Au centre, est représenté le bouclier impérial de Charles V. L’édifice possède notamment, au-dessus de la cour, une structure entièrement italienne, ornée d’une iconographie à la louange de la monarchie, œuvre du sculpteur Francisco Montehermoso. Le parapet de la deuxième galerie devient une frise sculptée montrant les armes et les effigies des couples royaux de la Couronne d'Aragon, de Ramon Berenguer IV et Pétronille d'Aragon à Philippe III et Marguerite d'Autriche. Ce bâtiment a été consacré à l'éducation des enfants de convertis dans le cadre de la stratégie royale d’évangélisation et d’assimilation culturelle des Morisques. Il abrite actuellement un centre d’archives historiques.
- Collège de Saint-Georges et Saint-Domenech.
- Église de Saint-Domenech (Centre d’Interprétation de la Renaissance).

### Le palais épiscopal
Édifice gothique, déclaré monument national en 1931, situé en face de la cathédrale et à côté de la rivière.

### Couvent de Santa Clara
C'est un des couvents les plus anciens de Tortose, puisqu'il a été fondé en 1283. En ont été abbesses une tante et une sœur de Cristòfor Despuig, pendant qu'un frère de Despuig en était le prêtre.
Le couvent possède un cloître de style gothique espagnol, dont on conserve seulement les ailes nord et ouest, aux arcs lobulés et trilobés. Les fûts des colonnes sont en très mauvais état et la majorité a été remplacée. De l'église, qui a été celle des templiers, on conserve seulement les arcades en arc d'ogive.

### Autres
- Palais : palais Despuig, palais Oriol, et palais Capmany, dans la rue Rosa.
- Murs et forteresses : Tenasses, Sitjar, Orléans...
- Architecture des XIXe et XXe siècles : marché municipal, ancien abattoir municipal (musée de Tortose), palais Montagut, maison Pilar Fontanet, temple de la Réparation, maison Lamote (Siboni), maison Brunet, clinique Sabaté, maison Ballester, maison Bernardo Grego, maison Pallarés, maison Camós, maison Llorca, parc municipal Teodoro González, etc.
- Abri anti-aérien numéro 4. Rue Ernest Hemingway.

## Musées
- Cathédrale de Tortose : s’y tient une exposition permanente.
- Musée de Tortose, historique et archéologique. Situé dans l'ancien abattoir municipal, c’est un bâtiment moderniste, conçu par l'architecte Pau Monguió, qui a été construit entre 1906 et 1908 sur des terres gagnées sur l'Ebre.
- Jardins du Prince (Jardins del Príncep / Jardines del Príncipe), musée de sculptures à l’air libre de Santiago de Santiago.
- Centre d'Interprétation de la Semaine sainte.

## Fêtes
Au cours de la deuxième quinzaine de juillet, se tient la Festa del Renaixement (« fête de la Renaissance »). Intitulée « La Splendeur d'une ville au XVIe siècle », elle remémore, à travers des activités ludiques et culturelles, l'une des époques les plus riches de l'histoire de la ville (voir liens externes).
Le 11 septembre, a lieu une fête catalane avec des feux d'artifice et des cortèges de dragons et différents personnages, dont les célèbres géants de Tortose.

## Parcs naturels
- Parc natural d'Els Ports[2]. Ensemble montagneux situé entre la Catalogne, Valence et l'Aragon, Els Ports est un massif calcaire au relief escarpé et abrupt, exploité par l'homme depuis des temps préhistoriques.
- Parc naturel du delta de l'Èbre : réserve de biosphère.

## Personnalités liées à la commune
- Adrien VI (1459-1523), évêque de Tortose de 1516 à 1522 puis pape.
- François-Gil de Frederich (1702-1745), dominicains martyrs au Tonkin. Canonisé par Jean-Paul II en 1988[3].
- Ramón Cabrera (1806-1877), général carliste né à Tortose.
- Felipe Pedrell (1841-1922), compositeur et musicologue né à Tortose.
- Antonio Casanova y Estorach (es) (1847-1896), peintre né à Tortose.
- Saturnine Jassa y Fontcuberta (1851-1936), cofondatrice de la compagnie de Sainte Thérèse, morte à Tortose.
- Jaume Ferran i Clua (né en 1851), médecin et bactériologue, a travaillé à Tortose.
- Joaquin Angles (1859-1911), sculpteur né à Tortose.
- Agustí Querol i Subirats (1860-1909), sculpteur né à Tortose.
- Víctor Beltrí (1862-1935), architecte né à Tortose.
- Marcelino Domingo (1884-1939), homme politique, conseiller municipal de Tortose
- Antonio Guansé (1926-2008), peintre et lithographe né à Tortose.

## Villes jumelées
Depuis 1968 Tortose s´est jumelée avec cinq villes, une espagnole et quatre étrangères:
| - Avignon, France (1968) - Alcañiz, Espagne (1972) - Verceil, Italie (2003) | - Le Puy-en-Velay, France (2005) - Tartous o Tartus, Syrie (2007) |